# Frittage sélectif par laser
Pour les articles homonymes, voir FSL.
Le procédé de frittage sélectif par laser (sigle FSL en français ou SLS, Selective Laser Sintering, en anglais) est une technique de prototypage rapide par frittage laser sélectif sans phase liquide. Il est utilisé pour créer des objets 3D, strate par strate (méthode additive), à partir de poudres qui sont frittées ou fusionnées grâce à l'énergie d'un laser de forte puissance, comme un laser CO2. Grâce à la variété des matériaux pouvant être utilisés par ce procédé, une large gamme d'applications est possible. De l'aérospatial à l'électronique en passant par l'automobile, les entreprises à travers le monde utilisent SLS pour accélérer la conception (procédé plus rapide que SLA), le développement et l'introduction sur le marché de nouveaux produits.

## Historique
Le frittage sélectif par laser (SLS) a été développé et breveté par le docteur Carl Deckard de l'université du Texas à Austin dans le milieu des années 1980 et a été breveté à DTM Corporation à Austin, au Texas. En 2001, 3D Systems a récupéré DTM Corporation ; il produit et vend maintenant des systèmes SLS et des poudres SLS à travers le monde.
Un procédé similaire à SLS a été inventé par R. F. Housholder qui a breveté le concept en 1979 mais ne l'a jamais commercialisé.
Un autre fabricant d'équipements SLS est EOS GmbH de Munich en Allemagne. Il avait commencé par produire des machines pour la stéréolithographie mais est maintenant exclusivement spécialisé dans la technologie SLS.

## Principe
Les prototypes SLS sont fabriqués à partir de poudre de matériaux qui sont sélectivement frittés (chauffés et fusionnés) par un laser de forte puissance.
La machine est composée d'une chambre de construction sur un piston de fabrication, entourée à gauche et à droite par deux pistons fournissant la poudre, d'un puissant laser, et d'un rouleau pour étaler la poudre. La chambre doit être maintenue à une température constante pour éviter les déformations.
Le procédé commence par un fichier 3D de CAO qui est découpé en sections 2D. Le piston de fabrication est remonté au maximum tandis que les pistons fournissant la poudre sont à leur point le plus bas. Le rouleau étale la poudre en une couche uniforme sur toute la chambre. Le laser trace alors la section 2D sur la surface de la poudre, la frittant ainsi. Le piston de fabrication descend de l'épaisseur d'une strate tandis qu'un des pistons d'approvisionnement en poudre monte (ils alternent : une fois sur deux celui de gauche). Une nouvelle couche de poudre est étalée sur toute la surface par le rouleau, et le processus se répète jusqu'à ce que la pièce soit terminée.
La pièce doit ensuite être retirée précautionneusement de la machine et nettoyée de la poudre non frittée qui l'entoure.
Il existe d'autres machines où la poudre n'arrive pas par le bas grâce à des pistons, mais par le haut. Cette méthode permet de gagner du temps car on n'est alors pas obligé d'arrêter la fabrication des pièces pour réapprovisionner la machine en poudre.
Si la pièce est destinée au moulage à cire perdue, elle doit ensuite subir une infiltration de cire pour la rendre moins fragile. Après séchage, elle est placée sur un arbre de moulage autour duquel on coule de la céramique. Lorsque celle-ci est dure, on place le moule dans un four, la cire fond et on obtient le moule souhaité. Il reste à y couler un métal en fusion, le laisser refroidir, briser le moule, récupérer la pièce, couper l'arbre et traiter la surface. La pièce finie est là.

## Matériaux
SLS peut produire des pièces en utilisant une large palette de poudres de différents matériaux disponibles sur le marché, dont des polymères (nylons: PA12 peu résistant en température mais souple, il peut être associé à de la fibre de verre, à des billes de verre ou encore à de la poudre d'aluminium. Il existe encore mieux mais peu de machines sont assez puissantes pour transformer la poudre de PEEK polyétheréthercétone de VICTREX...), métaux (acier, titane, alliages...) et autres.
En fonction du matériau utilisé, les propriétés de la pièce produite sont différentes.

## Applications
En fonction des matériaux, les pièces obtenues peuvent être utilisées telles quelles ou bien comme matrices pour du moulage à cire perdue.

## Avantages et inconvénients
Avantages :
- Ne nécessite pas de séchage des pièces après fabrication, excepté pour la céramique.
- Les pièces peuvent le plus souvent être construites sans une structure-support en plus.
- Les pièces d'une certaine gamme de matériaux peuvent être obtenues directement.

Inconvénients :
- La surface des pièces est poreuse et la finition de surface peut être grossière.
- Les machines peuvent prendre du temps à chauffer pour atteindre la température de fabrication, et à refroidir ensuite.
- Le moulage à la cire perdue nécessite une bonne qualité de surface pour être parfaitement hermétique.
- Les pièces peuvent se déformer de façon significative.